# Accidente del Antonov An-26 en Chugúyev de 2020
El 25 de septiembre de 2020, se produjo un accidente aéreo en Chugúyev, óblast de Járkov (Ucrania). Un avión militar Antonov An-26Sh (número de cola 76) de la 203.ª Brigada de Aviación de Entrenamiento (unidad militar A4104) se estrelló durante un vuelo de entrenamiento al intentar aterrizar. 26 personas murieron como resultado del accidente.

## Accidente

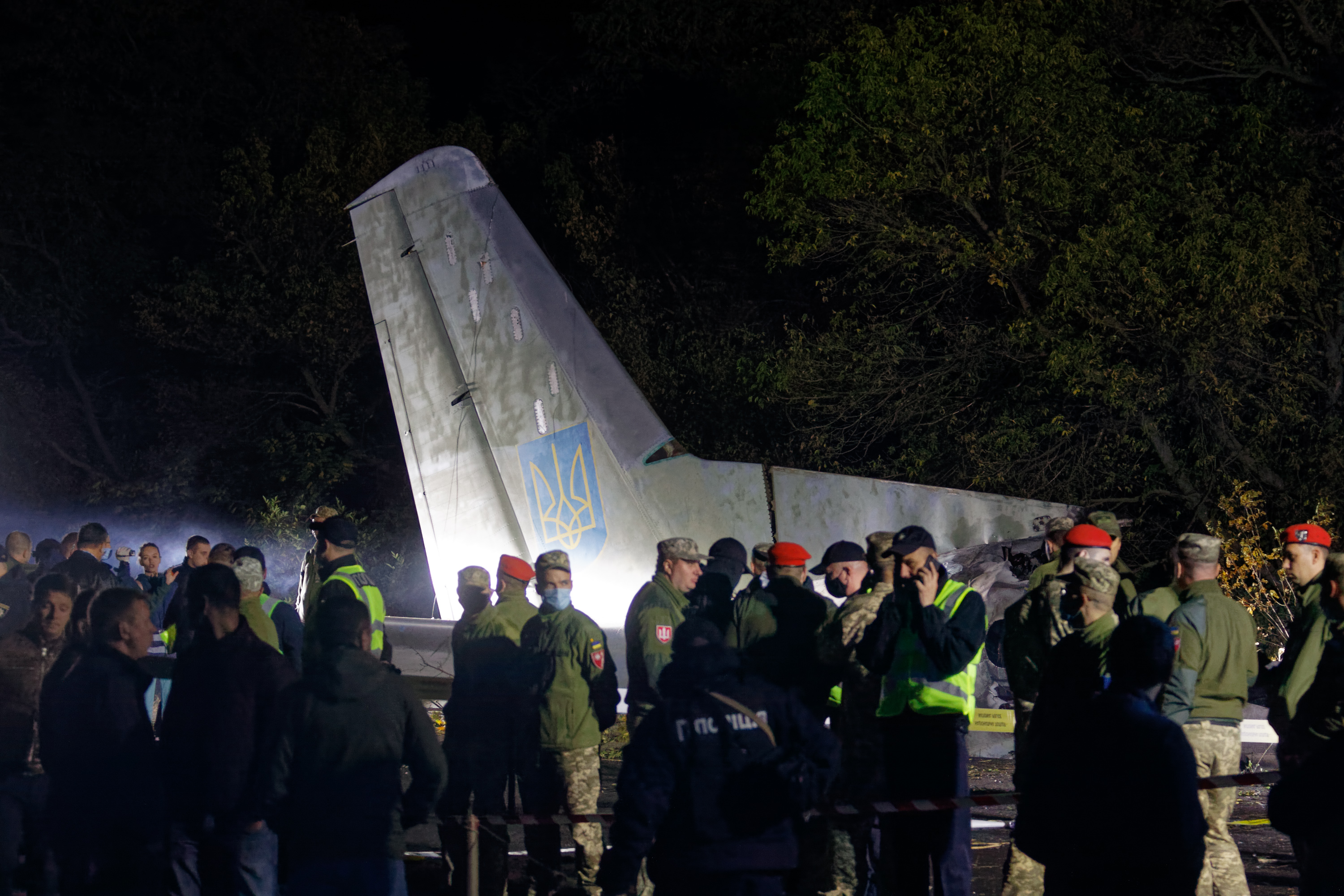
Restos del avión accidentado.

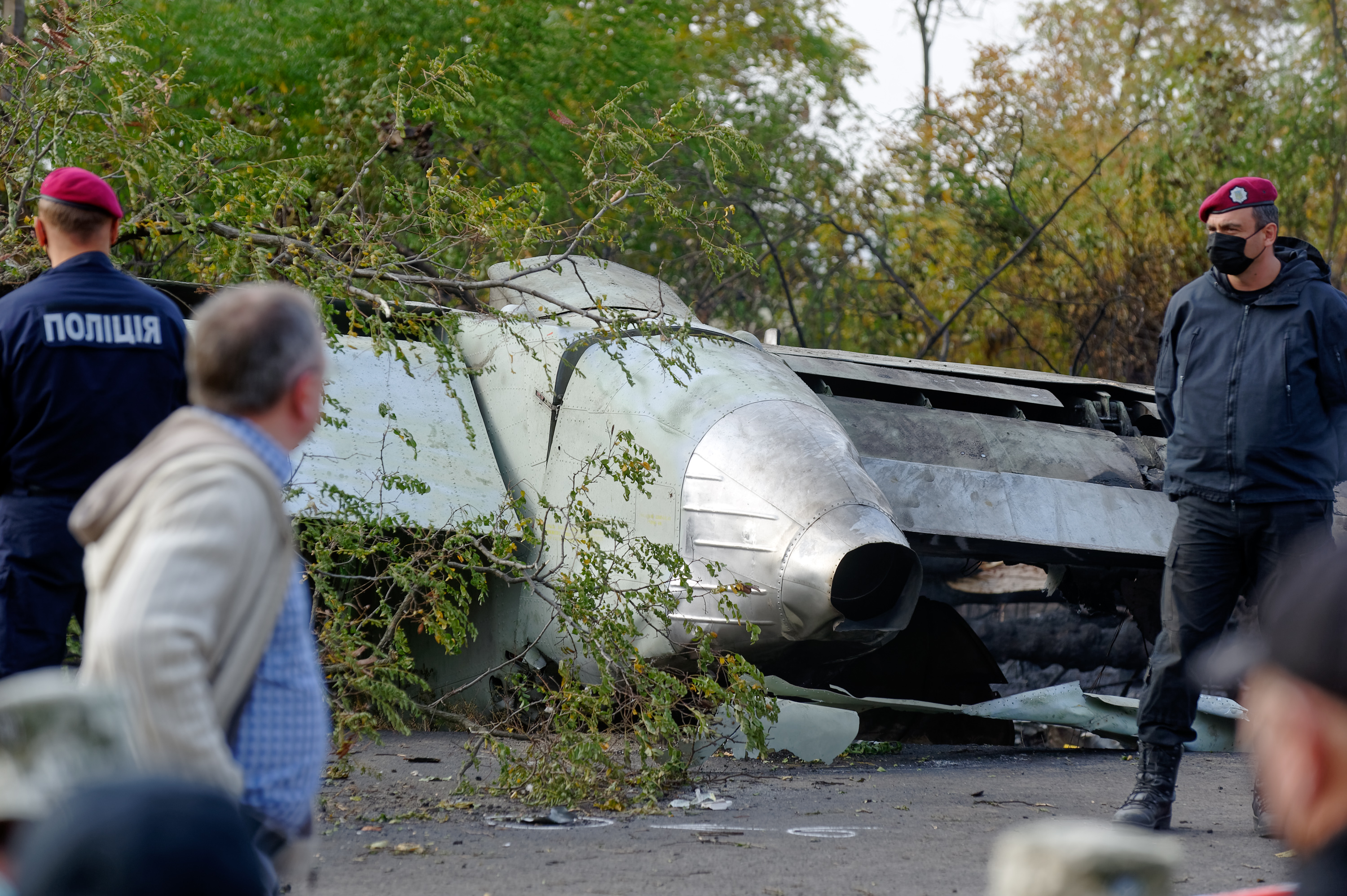
Restos del accidente.

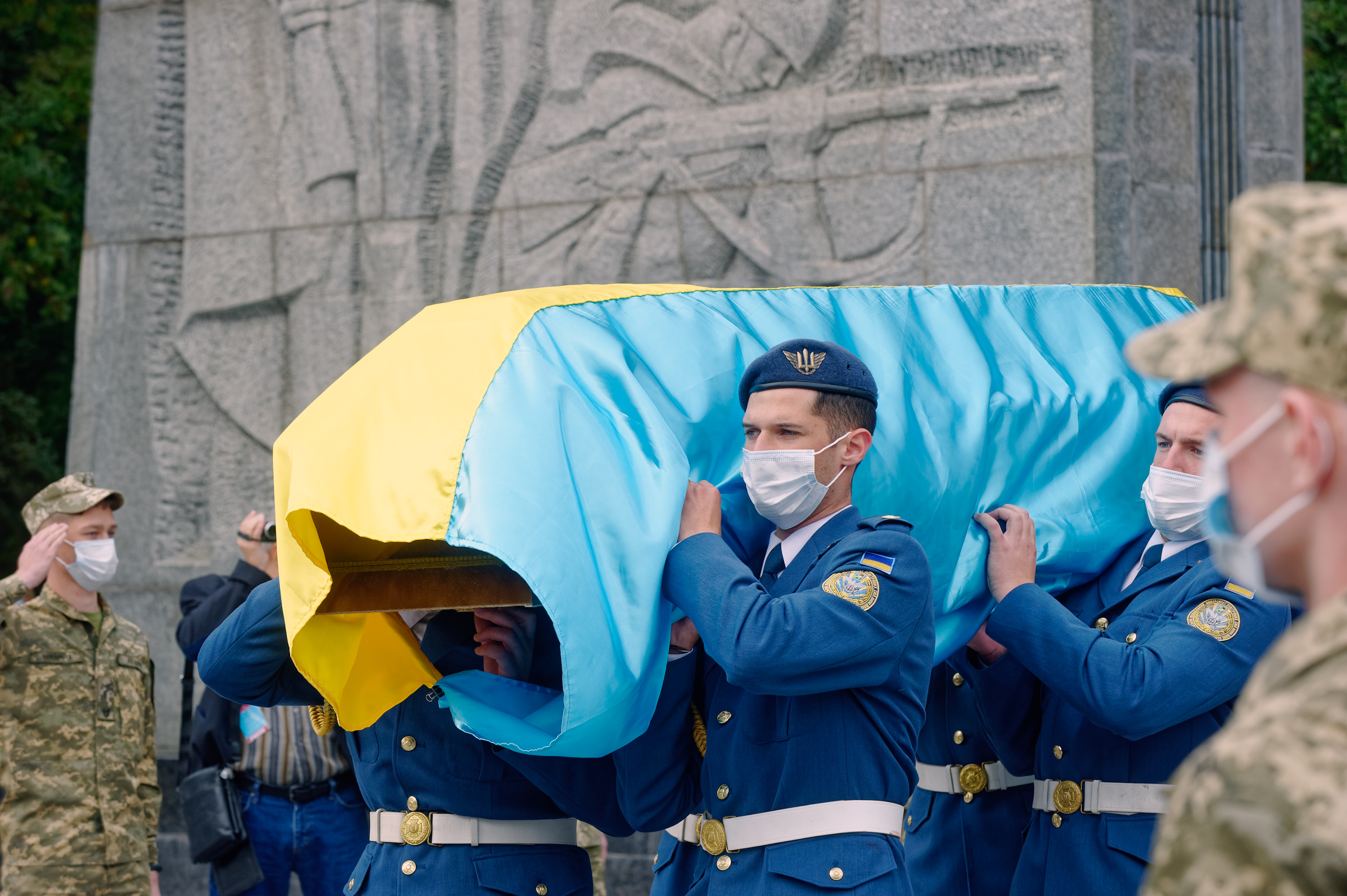
Entierro oficial de las víctimas.

Según el Servicio Estatal de Emergencia de Ucrania, el transporte militar An-26 se estrelló mientras aterrizaba. Se estrelló a 2 kilómetros (1,2 millas) de la base aérea de Chuhuiv. Se dice que el avión se estrelló alrededor de las 8:50 p. m., hora local, según el guardián. El avión se estrelló cerca de la autopista M03 Járkov-Kiev-Dovzhansky. El incendio, que estalló tras el accidente aéreo, se extinguió a las 21:55 horas, gracias a las brigadas del Servicio de Emergencias del Estado y otras unidades del Ministerio del Interior que arribaron al lugar.
Había 27 personas en la junta: cadetes de la 2.ª (12 personas) y la 4.ª (15 personas) fuentes de la Universidad de la Fuerza Aérea Nacional Ivan Kozhedub. A un cadete no se le permitió abordar el vuelo en el último momento. Según la Administración Estatal Regional de Járkov, el número exacto de personas a bordo se puede determinar después de un examen de ADN 25 personas murieron en el accidente y dos resultaron gravemente heridas después de saltar del avión a una altitud mínima (ambos eran cadetes de segundo curso) - uno de ellos recibió un 90 % de quemaduras y murió el 26 de septiembre. Veintiuno de los muertos eran cadetes aéreos mientras que cinco eran miembros de la tripulación. Un cadete sobrevivió, y se encuentra en el Centro Clínico Médico Militar de la Región Norte «con numerosos hematomas y conmociones cerebrales». Aún no hay certezas sobre qué causó realmente el accidente aéreo. La Oficina de Archivos de Accidentes de Aeronaves, con sede en Ginebra, sugirió que, desde 2017, al menos 10 aviones Antonov An-26 se han estrellado.
Durante la noche del 25 de septiembre, el Ministerio del Interior, el Ministerio de Defensa y la Administración Estatal del Óblast de Járkov llamaron a diferentes números de personas a bordo del avión en el momento del accidente.
Como resultado del accidente aéreo, los restos del avión se encuentran a 533-534 km (kilómetros) de la autopista M03 Kiev-Járkov-Dovzhansky, lo que complica el movimiento de los vehículos que pasan por un carril libre.
Según la información del Ministerio de Defensa de Ucrania, poco antes del accidente, el comandante de la aeronave informó del mal funcionamiento del motor izquierdo. Según el ministro de Defensa de Ucrania, Andriy Taran, el avión estaba en buenas condiciones, tenía suficientes recursos de vuelo, pero por razones desconocidas atrapó el ala en el suelo. Según estimaciones preliminares, se considera la falla de uno de los sensores del motor, pero el motor en sí no falló. También dijo que el avión hacía 5 vuelos diarios, y el sexto vuelo iba a durar hasta las 11 de la noche, y todo salió según lo planeado.
En julio de 2020, el sitio web de adquisiciones públicas de ProZorro publicó información sobre la conclusión del contrato para la reparación de la aeronave, uno de los cuales, basándose en estos datos, fue el AN-26Sh con cola número 76. Estos trabajos fueron realizados por la empresa estatal Antonov en su totalidad. y de acuerdo con sus resultados positivos, la empresa estatal Antonov extendió la vida útil asignada y la vida útil hasta la próxima reparación de esta aeronave durante 2 años.

## Reacciones
En la noche del accidente, el presidente ucraniano Volodímir Zelenski declaró que viajaría a la región al día siguiente y que se estaba creando una comisión para investigar lo sucedido. La Comisión Estatal para la Investigación de las Circunstancias de la Tragedia y la Prestación de toda la asistencia necesaria a las Víctimas incluyó: Ministro de Defensa de Ucrania Andriy Taran, Comandante en Jefe de las Fuerzas Armadas de Ucrania Coronel General Ruslan Khomchak , Ministro de Asuntos Internos de Ucrania Arsen Avakov, Presidente del Servicio Estatal de Emergencia de Ucrania Mykola Chechotkin, Jefe de la Administración Estatal del Óblast de Járkov, Oleksiy Kucher, y otros funcionarios. La Comisión Estatal está dirigida por el vice primer ministro Oleh Urusky.
El 26 de septiembre se declaró en Ucrania el día de duelo.
En Járkov, los ciudadanos han estado llevando flores y linternas al edificio principal de la Universidad Nacional Aérea Ivan Kozhedub de Járkov desde la mañana.
Al día siguiente, el presidente de Ucrania, Volodímir Zelenski, ordenó suspender los vuelos de todos los An-26 hasta que se aclaren las causas del accidente aéreo. Según la oficina adjunta del presidente Oleg Tatarov, también en nombre de Zelensky, los organismos encargados de hacer cumplir la ley revisarán los contratos de defensa y fortalecerán el control sobre la investigación de delitos en el campo de la defensa para la compra y mantenimiento de equipo militar.

## Investigación
La Oficina Estatal de Investigaciones y la Fiscalía General han iniciado una investigación previa al juicio sobre el accidente de un avión militar por violar las reglas de vuelo y prepararse para ellas, lo que provocó una catástrofe y graves consecuencias (artículo 416 del Código Penal de Ucrania).
La Oficina de Investigaciones del Estado está considerando 4 causas probables del accidente: un mal funcionamiento técnico, un error del piloto, errores en el control de vuelo y el mantenimiento inadecuado de la aeronave.
Según la información preliminar del Servicio de Seguridad de Ucrania, los cadetes no controlaban directamente la aeronave: el comandante de la tripulación estaba a cargo. Después de pasar parte de la ruta, a las 20:38, informó al controlador de tráfico aéreo sobre la falla del motor izquierdo; a las 20:40, invitó al grupo de aterrizaje; a las 20:43, un viaje de larga distancia; a las 20:45, ocurrió un accidente aéreo.